# Lin Chuan

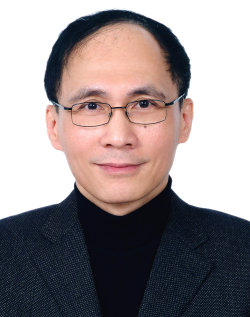
Lin Chuan

Lin Chuan (chinesisch 林全, Pinyin Lín Quán; * 13. Dezember 1951 im Bezirk Zuoying (Kaohsiung)) ist ein parteiloser taiwanischer Politiker und war vom 20. Mai 2016 bis zum 7. September 2017 Vorsitzender des Exekutiv-Yuans und somit  Premierminister der Republik China (Taiwan).

## Akademische, berufliche und politische Laufbahn
Lin studierte Wirtschaftswissenschaften an der Fu-Jen-Universität und an der Chengchi-Nationaluniversität. Im Jahr 1984 erwarb er einen Doktortitel im Fach Wirtschaftswissenschaften an der University of Illinois at Urbana-Champaign in den USA. Nach seiner Rückkehr nach Taiwan war er als Forscher an der Chunghwa Institution for Economic Research in Taipeh (1984–1989), als Professor an der Abteilung für öffentliche Finanzwissenschaft der Chengchi-Universität (1989–1995) und an der Abteilung für Ökonomie der Staatlichen Universität Taiwan sowie in der Finanzverwaltung der Stadt Taipeh (1995–1998) tätig.
Im Jahr 2000 wurde er unter dem neugewählten Präsidenten Chen Shui-bian als Beauftragter für Budget, Buchhaltung und Statistik ins taiwanische Finanzministerium berufen. Von 2002 bis 2006 stand er diesem Ministerium als Finanzminister vor. Im Jahr 2006 wurde er vom Präsidenten abberufen und trat eine Stelle im Aufsichtsrat der Vanguard International Semiconductor Corporation an. Von 2014 bis 2016 fungierte Lin als Vorsitzender der gemeinnützigen Organisation Frontier Foundation. Nach der Präsidentenwahl 2016 und dem darauf folgenden Regierungswechsel wurde Lin von der neuen Präsidentin Tsai Ing-wen zum Premierminister bestimmt und trat sein Amt am 20. Mai 2016 an. Am 4. September 2017 reichte er seinen Rücktritt ein, nachdem die Regierung wegen unpopulärer Reformen unter Druck geraten war. Lin begründete seinen Rücktritt damit, dass er seine selbstgesetzten politischen Ziele weitgehend erreicht habe, unter anderem das Ingangsetzen einer Steuerreform, den Beginn der Energiewende mit Abkehr von der Atomenergie und Infrastrukturprogramme. Für die kommenden Jahre mit den anstehenden Kommunal- und Regionalwahlen sei er als Parteiloser nicht die richtige Person.
Zu Lins Nachfolger wurde der bisherige Bürgermeister von Tainan, Lai Ching-te (DPP) ernannt. Die Amtsübergabe fand vom 7. auf den 8. September 2017 statt.